# Carver County
Carver County is een county in de Amerikaanse staat Minnesota.
De county heeft een landoppervlakte van 925 km² en telt 70.205 inwoners (volkstelling 2000). De hoofdplaats is Chaska.